# نانج
نانج (به ترکی آذربایجانی: Nanıc) یک منطقهٔ مسکونی در جمهوری آذربایجان است که در شهرستان اسماعیل‌لی واقع شده‌است.